# إثيل تومسون لاركومبي
إثيل تومسون لاركومبي (بالإنجليزية: Ethel Thomson Larcombe)‏ مواليد 09 يونيو 1879 في إنجلترا - الوفاة 11 أغسطس 1965 في إنجلترا، كانت لاعبة كرة مضرب إنجليزية  وكانت تلعب باليد اليمنى. كما أنها إحدى بطلات الجراند سلام.

## بطولات حققتها
- بطولة ويمبلدون

## النهائيات

### الفردي (الألقاب 1, الوصافة 2)
| الحصيلة | السنة | البطولة  | الأرضية | المنافس                | النتيجة       |
| ------- | ----- | -------- | ------- | ---------------------- | ------------- |
| الوصافة | 19032 | ويمبلدون | عشبية   | دوروثي دوغلاس          | 6–4, 4–6, 2–6 |
| الفوز   | 19121 | ويمبلدون | عشبية   | شارلوت كوبر (تنس)      | 6–3, 6–1      |
| الوصافة | 1914  | ويمبلدون | عشبية   | دوروثيا لامبرت تشامبرز | 5–7, 4–6      |

### الزوجي (الوصافة 3s)
| النتيجة | السنة | البطولة  | الأرضية | الشريك                 | المنافس                    | النتيجة       |
| ------- | ----- | -------- | ------- | ---------------------- | -------------------------- | ------------- |
| الوصافة | 1914  | ويمبلدون | عشبية   | إديث هانام             | أغنيس مورتون إليزابيث ريان | 1–6, 3–6      |
| الوصافة | 1919  | ويمبلدون | عشبية   | دوروثيا لامبرت تشامبرز | سوزان لنجلن إليزابيث ريان  | 6–4, 5–7, 3–6 |
| الوصافة | 1920  | ويمبلدون | عشبية   | دوروثيا لامبرت تشامبرز | سوزان لنجلن إليزابيث ريان  | 4–6, 0–6      |